# Acanthophyllum spinosum
Acanthophyllum spinosum är en nejlikväxtart som först beskrevs av René Louiche Desfontaines, och fick sitt nu gällande namn av Carl Anton von Meyer. Acanthophyllum spinosum ingår i släktet Acanthophyllum och familjen nejlikväxter. Inga underarter finns listade i Catalogue of Life.